# Captura de sequência direcionada
A captura de sequência direcionada é uma técnica usada para concentrar esforços de sequenciamento em regiões específicas do genoma. Essa técnica permite que milhares de alvos genômicos possam ser capturados seletivamente usando longos oligonucleotídeos contendo braços de direcionamento exclusivos e ligadores universais. A captura de sequência direcionada pode ser usada para coletar dados de sequência com eficiência para grandes números de locais, como locais nucleares de cópia única.

## Aplicação
A captura de sequência direcionada permite que os cientistas descubram uma abordagem rápida e econômica para encontrar até 90% dos genes envolvidos no olfato. A técnica também encontrou quase quatro vezes a quantidade de receptores olfativos intactos, como foi relatado anteriormente em trabalhos publicados.